# ばするうむ
ばするうむは奥村りょうすけによる音楽プロジェクト。

## メンバー
| 氏名           | パート | 備考                                                                    |
| -------------- | ------ | ----------------------------------------------------------------------- |
| 奥村りょうすけ | Vo, G  | - プロジェクトの中心人物。                                              |
| マネジャー     | Mgr    | - プロジェクトの名付け親。 - 宇多田ヒカル「道」を着信音に設定している。 |

### サポートメンバー
| 氏名           | パート | 参加作品                                                       |
| -------------- | ------ | -------------------------------------------------------------- |
| イトウリョウタ | G      | - オレンジタウン                                               |
| ナカノケイスケ | B      | - オレンジタウン                                               |
| おかも         | Dr     | - オレンジタウン                                               |
| いとうはるか   | Cho    | - オレンジタウン                                               |
| ひかり         | Cho    | - オレンジタウン                                               |
| 磯辺慎太郎     | Key, B | - オレンジタウン - ときめきファンタジー - ストロベリーシャウト |
| meg            | Vo     | - ときめきファンタジー                                         |
| 阿久津光正     | Dr     | - ときめきファンタジー - ストロベリーシャウト                  |

## 略歴
2023年6月、1st EP「オレンジタウン」をリリース。ミキシングはタカユキカトー（色々な十字架、ex. ひらくドア）、マスタリングは塩田浩が手がけた。音楽ライター・ふくりゅうがキュレーターを務めるプレイリスト「キラキラポップ：ジャパン」に同EPのリード曲「街のあかり」が選出される。
2025年2月、shibuya eggmanで行われたイベント「脱・お留守番宣言 vol.67」に出演し、当日披露された新曲「ミッドナイトシアター」のライブ映像をYouTubeで公開。当日は尾身琢磨（Oh my!）がギター、アサイトオル（WILD SAITA FLOWERS）がベース、chancheeがドラム、磯辺慎太郎（ぼんち）がキーボードで参加した。
2025年4月、1stシングル「ときめきファンタジー」をリリース。本作ではボーカルをmeg、ミキシングを井上勇司、マスタリングを塩田浩が担当した。
2025年7月、2ndシングル「ストロベリーシャウト」をリリース。YouTubeでは同曲のティザーとライブ映像が公開されている。

## ディスコグラフィ

### EP
- 「オレンジタウン」（2023年6月14日リリース）[2][3][4][5]

### シングル
- 「ときめきファンタジー」（2025年4月23日リリース）[8]
- 「ストロベリーシャウト」（2025年7月2日リリース）[10]